# Мието, Юха
Юха Ийсакки Мието (фин. Juha Iisakki Mieto, род. 20 ноября 1949 года в Курикке, Финляндия) — финский лыжник, олимпийский чемпион 1976 года в эстафете 4×10 км. Член парламента Финляндии с 2007 года от партии Финляндский центр.
- 2-кратный серебряный призёр Олимпийских игр (1980 – в гонках на 15 км (уступил Томасу Вассбергу 0,01 сек) и 50 км),
- 2-кратный бронзовый (1980 и 1984 – оба раза в эстафете) призёр Олимпийских игр,
- 2-кратный серебряный призёр чемпионатов мира (1974 и 1978),
- 2-кратный бронзовый призёр чемпионатов мира (1978 и 1982).
- Хольменколленская медаль — 1974

Рост — 197 см, вес — 100 кг.
Завершил карьеру в 1984 году.